# Wüstenhof (Siebeneick)
Wüstenhof ist eine Hofschaft in der bergischen Großstadt Wuppertal. 

## Lage und Beschreibung
Die Hofschaft liegt im Nordwesten der Stadt Elberfeld auf 219 m ü. NHN im Südwesten des Wuppertaler Wohnquartiers Siebeneick des Stadtbezirks Uellendahl-Katernberg nahe der Stadtgrenze zu Velbert. 
Benachbarte Wohnplätze und Ortschaften sind Auf der Schmitten, Römersleimberg, Römershäuschen, Schanze, Am Lindgen, Krähenberg, Otterberg und die unmittelbar benachbarten Steingeshof, Jungmannshof und Schevenhof.

## Geschichte
Der Hof wird erstmals im Jahr 1220 unter dem Namen Woestenhaus als Besitz des Stifts Rellinghausen unter dem Oberhof Kirchfeld urkundlich erwähnt. Er soll im Spätmittelalter und der frühen Neuzeit wie das benachbarte Scheven zur Bauerschaft Unterste Siebeneick in der bergischen Herrschaft Hardenberg gehört haben.
Der Ort ist auf der Topographischen Aufnahme der Rheinlande von 1824 unbeschriftet und auf der Preußischen Uraufnahme von 1843 als Wüstenhaus eingezeichnet. Auf Messtischblättern des frühen 20. Jahrhunderts trägt der Ort den Namen Wüstenhaus, ab der zweiten Hälfte den Namen Wüstenhof.
Wüstenhof lag nahe an einer überörtlichen Altstraßen, der Alten Kölnischen Straße von Köln über Hilden, Erkrath-Hochdahl,  Mettmann-Diepensiepen und Wülfrath-Oberdüssel nach Westfalen. Der heutige Schanzenweg folgt hier der alten Trasse. 
Im 19. Jahrhundert gehörte Wüstenhof zu der Bauerschaft Obensiebeneick der Bürgermeisterei Hardenberg, die 1935 in Neviges umbenannt wurde. Damit gehörte es von 1816 bis 1861 zum Kreis Elberfeld und ab 1861 zum alten Kreis Mettmann. 
1888 lebten in Wüstenhof vier Einwohner in einem Wohnhaus. Der Ort wurde zu der Zeit Wüstenhaus genannt.
Durch die nordrhein-westfälische Gebietsreform kam Neviges mit Beginn des Jahres 1975 zur Stadt Velbert und die östlichen Außenortschaften von Neviges um Wüstenhof wurden in Wuppertal eingemeindet.